# Sceloporus squamosus
Espèce
Synonymes
- Sceloporus fulvus Bocourt, 1874

Statut de conservation UICN

 LC  : Préoccupation mineure
Sceloporus squamosus est une espèce de sauriens de la famille des Phrynosomatidae.

## Répartition
Cette espèce se rencontre :
- au Mexique dans l'est du Chiapas ;
- au Guatemala ;
- au Salvador ;
- au Nicaragua ;
- au Costa Rica ;
- au Honduras.

## Publication originale
- Bocourt, 1874 : Études sur les Reptiles. Mission Scientifique au Mexique et dans l'Amérique Centrale. Recherches Zoologiques. vol. 3 (sect. 1). Imprimerie Impériale, Paris.